# Saoud ben Fayçal ben Turki Al Saoud
Pour les articles homonymes, voir Saoud ben Fayçal ben Abdelaziz Al Saoud.
Saoud ben Fayçal ben Turki Al Saoud (arabe : سعود بن فيصل بن تركي آل سعود), aussi connu sous le nom d'Imam Saoud (arabe : إمام الدولة السعودية الثانية), né en 1833 et mort en 1875, est un dirigeant du deuxième État saoudien en 1871 et 1873-1875. Il rejoint des alliances avec des tribus étrangères et se révolte contre son demi-frère Abdallah Ben Turki. Son règne est de courte durée ; il est renversé par Abdallah. Il reprend le pouvoir en 1873, mais meurt deux ans plus tard. Son règne est marqué par les luttes à l'intérieur même de la famille royale saoudienne qu'il a initiées.

## Biographie

### Jeunesse
Saoud nait en 1833. Sa mère et son propre-frère, beaucoup plus jeune Abdul Rahman, font partie des Ajman, une tribu bédouine habitant le désert au sud-est de Riyad. Saoud a deux demi-frères : Abdullah et Mohamed, dont la mère vient de la famille Saoud.

### Rébellion
Abdullah est nommé héritier désigné et commandant militaire en chef en tant que fils aîné de Fayçal, tandis que Saud est envoyé à Al Khardj dans le sud du Nejd en tant que gouverneur, notamment pour minimiser les frictions qui se développent entre les deux frères.
Saoud connait un succès remarquable et sa réputation éclipse rapidement celle de son frère dont la prétention à la succession n'est validée par aucun grand succès ou capacité en politique, alors que Saoud développe une base de pouvoir solide dans la région d'al Kharj et a des partisans parmi la tribu Ajman de sa mère. Néanmoins, ni son père ni les autorités ottomanes n'approuvent son désir de diriger l'émirat du Nedjd. Les demandes de Saud sont toutefois acceptables pour les autorités britanniques qui pensent qu'il serait beaucoup plus facile de contrôler Saud plutôt qu'Abdullah.
Après la mort de Fayçal en 1865, Abdullah devient imam, mais est immédiatement défié par l'ambitieux Saoud qui affirme qu'il est qualifié pour diriger l'État en raison de sa nomination antérieure en tant que gouverneur d'al-Kharj par son père Fayçal. Saoud quitte Riyad et rassemble des partisans parmi les tribus d'Al Hasa à l'est, y compris la tribu Ajman. Cependant, le chef wahhabite Abdul Rahman bin Hasan, n'approuve pas la rébellion de Saoud et soutient Abdullah en tant que dirigeant légitime.
Ali Haydar Midhat, fils de Midhat Pacha qui est le gouverneur de l'Irak, écrit : « Saoud désirait capturer Nejd avec le soutien des Britanniques et de certains dirigeants locaux. Par conséquent, il a recruté des soldats de la région et s'est révolté contre son frère, Abdullah. » Ils combattent pour la première fois lors de la bataille de Mutala en 1866-67, Saud est vaincu et s'enfuit dans les États de la Trêve. En décembre 1870, Saoud, aidé par les dirigeants d'Oman, d'Abu Dhabi et de Bahreïn, vainc les forces d'Abdullah lors de la bataille de Juda et capture son autre frère Muhammad,. Lors de ces événements, le cheikh Abd Al Latif bin Abdul Rahman, petit-fils de Mohammed ben Abdelwahhab, soutient Saud en tant que nouvel émir et le déclare également imam,Abdullah fuit Riyad et Saud se proclame imam en mai 1871. La même année, le frère de Saoud, Muhammad, est libéré de la prison de Dammam (Arabie saoudite) par les Ottomans

### Échec de la royauté et retour
Peu après, une autre rébellion secoue le royaume. Saoud, qui s'était aliéné la population en s'appuyant sur des tribus de l'est, est chassé par son oncle Abdallah Ben Turki qui prend la capitale. .
Entre-temps, Abdullah demande l'aide de Midhat Pacha, le gouverneur ottoman de Bagdad. Celui-ci profite de l'occasion pour pénétrer dans la province d'Al-Hassa, où Muhammad bin Faisal est retenu prisonnier par le fils de Saud, Abdulaziz. Muhammad est libéré et finalement les deux frères, Abdullah et Muhammad, peuvent retourner à Riyad. Cependant, Saud, avec ses partisans de la tribu Ajman dont il a épousé une femme, reprend Riyad en janvier 1873 ; Abdullah et Muhammad sont envoyés en exil parmi les tribus Mutayr et Utaiba. Saoud meurt de variole en 1875.

## Descendants
Muhammad, Abdullah et Abdul Rahman forment une alliance, mais les fils de Saud poursuivent les hostilités contre les frères survivants. Les fils de Saud utilisent la province d'al-Kharj comme base d'opérations. Certains d'entre eux sont exécutés par le gouverneur Rashidi de Riyad en 1886. Trois d'entre eux ont été pris en otage par Muhammad bin Abdullah Al Rashid, l'émir de Haïl,  et transférés à Haïl. Ils sont finalement tués lors d'un raid surprise en 1888.
Les petits-fils de Saoud sont impliqués dans des combats sporadiques contre leurs cousins et ne se réconcilient pas officiellement pendant de nombreuses années. Les descendants de Saud, par l'intermédiaire de son petit-fils Saud Al Kabeer bin Abdulaziz, sont toujours considérés comme la branche la plus ancienne de la famille et connus sous le nom de branche Saud Al Kabeer.